# Kim Thayil
Kim Thayil (nascido em 4 de setembro de 1960 em Seattle, Washington) é mais conhecido como o guitarrista do grupo grunge Soundgarden, que ele fundou junto com Chris Cornell e Hiro Yamamoto em 1984. Ele foi nomeado centésimo melhor guitarrista de todos os tempos pela revista Rolling Stone.

## Discografia

### Soundgarden
- Screaming Life (1987)
- Fopp (1988)
- Ultramega OK (1988)
- Louder Than Love (1989)
- Screaming Life/Fopp (1990)
- Loudest Love (1990)
- Badmotorfinger (1991/1992)
- Superunknown (1994)
- Songs from the Superunknown (1995)
- Down on the Upside (1996)
- A-Sides (1997)
- King Animal (2012)

### No WTO Combo
- Live from the Battle in Seattle (2000)

### Probot
- Probot (2004)